# Sandra Mendoza
Sandra Marcela Mendoza (Presidencia Roque Sáenz Peña, 20 de abril de 1963) es una kinesióloga, perteneciente al Frente para la Victoria (FpV), y exdiputada nacional por la Provincia del Chaco entre el 2009 y el 2017. Estuvo casada con el exgobernador de la Provincia del Chaco, Jorge Capitanich, entre 1990 y 2009, con quien tiene dos hijas, Guillermina y Jorgelina.

## Biografía
Es la cuarta de cinco hijos del matrimonio del ministro de la Suprema Corte de Justicia del Chaco, Guillermo Mendoza, y Tita Fernández. Estudió kinesiología en la Universidad Nacional del Nordeste (UNNE). Allí comenzó con su militancia en la Juventud Universitaria Peronista, donde conoció a Jorge Capitanich, quien estudiaba Economía en aquella institución. Sus hermanos mayores, Claudio Ramiro y Lichy. Sería tiempo después Diputado nacional y provincial y funcionaria del ministerio de Salud respectivamente.
Su primera actividad legislativa fue en como Diputada provincial. Posteriormente, trabajó en la Casa de la Provincia de Chaco en Buenos Aires.
En 2007 fue designada Ministra de Salud de la provincia de Chaco. junto con los municipios lanzó el programa  para garantizar un programa de universalización del sistema de rampas, red sanitarios en lugares públicos que es indispensable, interacción con la red educativa y hospitalaria, red de prestación de servicios, entre otros proyectos<la regulación de la publicidad oficial[cita requerida];
- la propuesta de reforma de la ley del Consejo de la Magistratura;[7]
- el proyecto de ley que incorpora al Código Penal la figura de femicidio[8][9]

Finalmente, en ese año fue elegida Diputada nacional por el Frente para la Victoria, siendo reelecta en 2013. Como diputada Sandra Mendoza presentó un proyecto de ley que, habilitaría a las fuerzas de seguridad a infiltrarse en las redes de pedófilos. La iniciativa incorpora la figura de “agente encubierto” a la Ley 26.388 de Delitos Informáticos, que, según Mendoza, “cambió el panorama legal, pero no le puso freno a la pedofilia”. Como legisladora presentó un proyecto, para asegurar el pleno reconocimiento de la misión y funciones de los educadores, establecer un plan plurianual de inserción en el sistema educativo provincial, una ley para incluir el menú para celíacos en las cartillas de casas de comida, y presentó junto a otros legisladores un proyecto para que los centros culturales tengan tarifa diferenciada.